# 110 (Lied)
110 ist ein Lied der Deutschrapper Capital Bra und Samra, in Kooperation mit der deutschen Popsängerin Lea. Das Stück erschien am 20. September 2019 als fünfte Singleauskopplung ihres Kollaboalbums Berlin lebt 2.

## Entstehung und Hintergrund

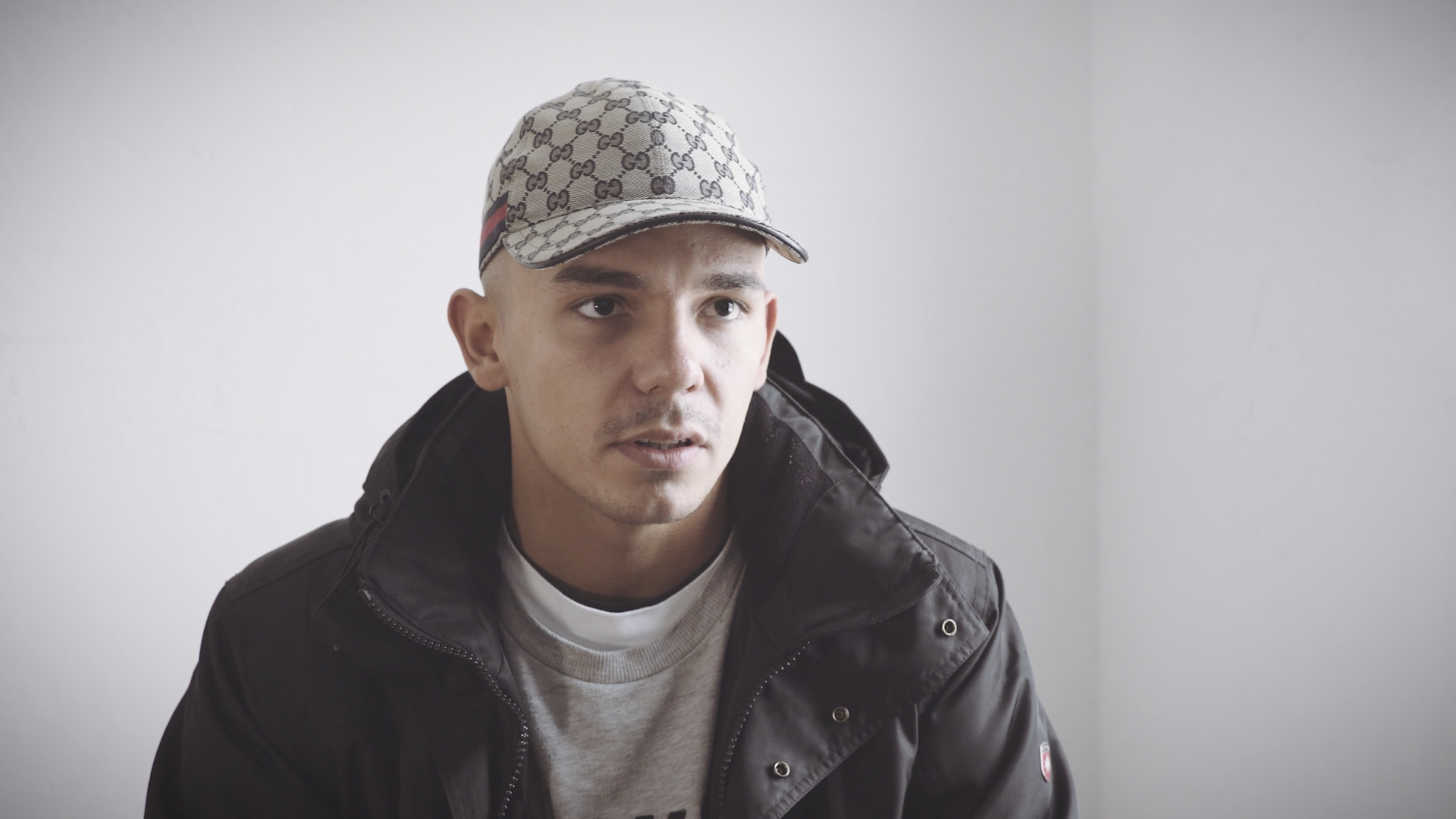
Capital Bra (2017)

Geschrieben wurde das Lied von Hussein Akkouche (Samra), Vladislav Balovatsky (Capital Bra), Lea-Marie Becker, Robin Haefs, Konstantin Scherer (Djorkaeff), Vincent Stein (Beatzarre), Wim Treuner und Konstantinos Tzikas (Greckoe). Die Hookline wird von Lea gesungen. Das Lied wurde von dem Produzententeam Beatzarre und Djorkaeff aus Berlin produziert. Das Lied erschien als fünfte Singleauskopplung und zehnter Titel des Albums Berlin lebt 2 beim Major-Label Universal Urban.
Für Lea ist es die erste Kollaboration mit Capital und Samra. Sie sagte dazu: „Die Story hinter ‚110‘ ist so, dass Samra, Capi und ich teilweise mit dem gleichen Produzenten arbeiten. Und Samra und Capi haben unserem Produzenten erzählt, dass sie meine Mucke irgendwie feiern und dass sie voll gerne ein Feature mit mir auf deren neuen Album haben würden.“
Im Gegensatz zu den vorherigen Singleauskopplungen von Berlin lebt 2, welche mehrere Tage vorher angekündigt wurden, wurde 110 erst circa eine Stunde vor Release auf Capital Bras Instagram-Account bekanntgegeben.
Das Lied kam am selben Tag wie Bushidos zuvor groß angekündigter Comebacksong Ronin heraus und hatte daher eine besondere Brisanz, auch weil sich beide Singles im direkten Duell um den höchsten Neueinstieg in den deutschen Singlecharts gegenüber standen. Im Januar 2019 trennten sich Capital Bra und Samra von Bushidos Label Ersguterjunge. Am Tag der offiziellen Trennung brachte Capital ein minutelanges Statement heraus. Darin berichtete er erstmals von einem Polizeischutz, welcher Bushido erhalte. Er warf seinem ehemaligen Labelboss zudem Kooperation mit der Polizei und Verrat an Freunden vor und zeigte sich enttäuscht von ihm. Das Statement beendete er mit „Aber wir sind kein Team. Polizei ist jetzt dein Team“. Seitdem folgen hin und wieder Sticheleien vonseiten Capital gegen Bushido diesbezüglich. Ende August gab Bushido erstmals bekannt, dass er an einem neuen Album arbeite. In einem Instagram-Posting schrieb er dazu „Seid ihr auch der Meinung, dass es reicht mit LaLaLa und LeLeLe?“, was als eine Anspielung und ein Angriff auf Capital Bra verstanden wurde, der für die häufige Verwendung von Adlibs wie Lelele bekannt ist.

## Inhalt

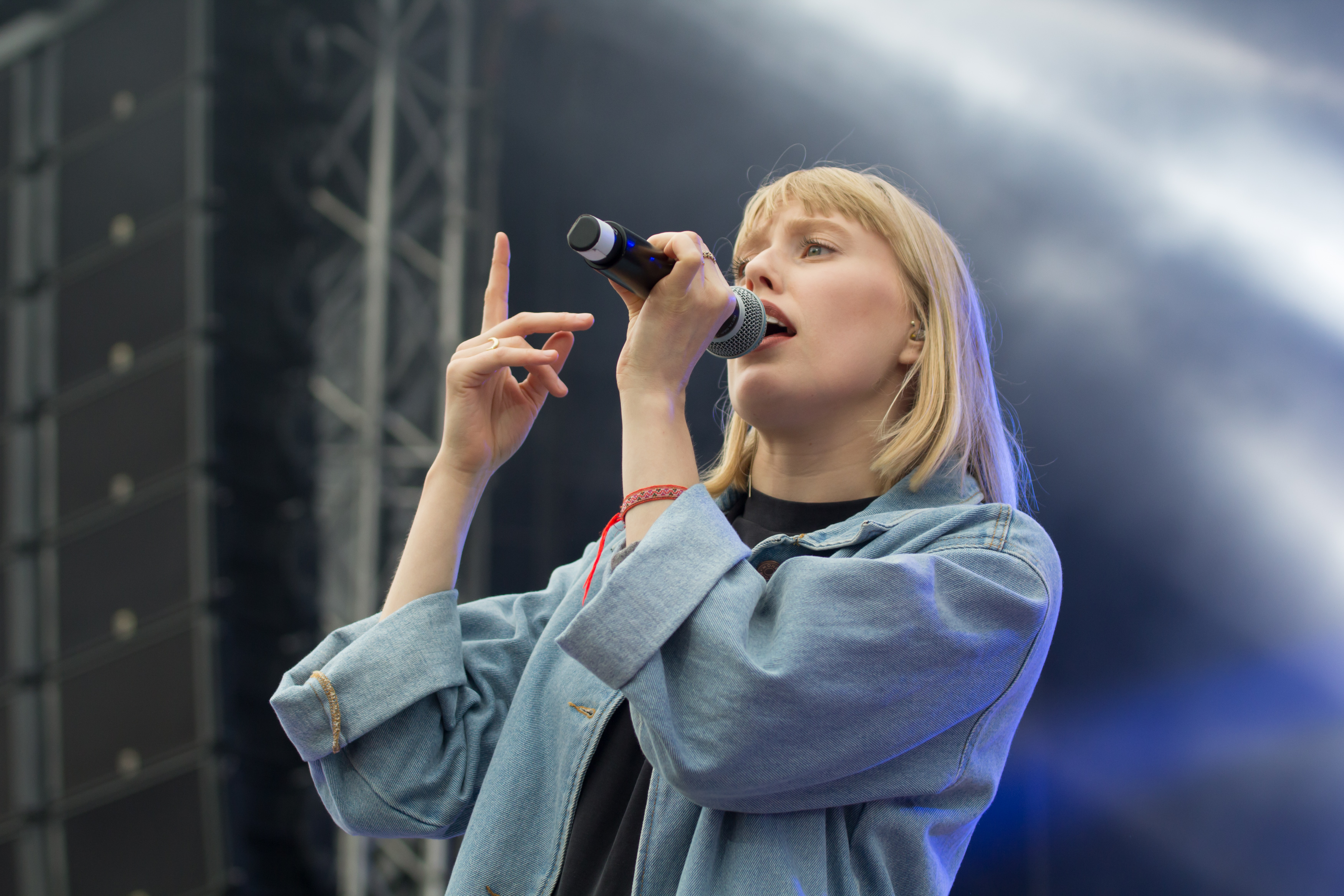
Lea (2018)

Der Liedtext zu 110 ist in deutscher Sprache verfasst. Musikalisch bewegt sich das Lied im Bereich des Raps und der Popmusik. Inhaltlich geht es in dem Lied um eine toxische Beziehung, in der man gefangen ist. Beide Rapper thematisieren ihre Beziehungen aus einer persönlichen Perspektive. Die Beziehungen werden als kompliziert beschrieben. Manchmal wird gestritten. Am Ende wählt „der Nachbar von oben“ den Polizeinotruf (die 110). Es wird so indirekt angedeutet, dass der Streit in Gewalt eskaliert ist oder eine hohe Lautstärke hat. Die Gründe für den Streit bleiben unklar.

## Musikvideo
Am 19. September 2019 erschien das offizielle Musikvideo auf YouTube. In dem Video befindet sich Capital Bra vor der Mercedes-Benz-Arena in Berlin-Friedrichshain. Samra hält sich am Fliegeberg in Berlin-Lichterfelde auf. In der Gegend verbrachte er seine Jugend. Leas Part wurde im Meistersaal in Berlin-Kreuzberg aufgenommen.

## Soloversion
Am 18. Oktober 2019 veröffentlichte Lea eine Soloversion 110 (Prolog) ohne die Rapper. Sie ersetzt die gerappten Parts durch eigene Strophen und lässt die zweite Hälfte der ersten Hook aus.

## Rezeption

### Rezensionen
Für Mareike Greife von rap.de sind beide Rapper in „ungewohnt sanfter Manier“ aufgetreten. Selten habe man von Capital Bra und Samra „so weiche Töne gehört“. Der Refrain sei „äußert melodisch“.
Madeleine Sabel vom WDR schreibt, das Lied sei „ungewohnt verletzlich“. Die Hookline sei „gefühlsvoll“.

### Charts und Chartplatzierungen
110 stieg auf der Spitzenposition der von GfK Entertainment ermittelten deutschen Singlecharts ein. In Österreich und Schweiz erreichte die Single jeweils Platz zwei. Für Capital Bra ist es bereits der 18. Nummer-eins-Hit in den deutschen Charts. Für Samra ist es die zehnte Single an der Spitze der deutschen Singlecharts. Die Soloversion von Lea, 110 (Prolog), belegte Rang 43 in Deutschland und Position 80 in der Schweiz.
| ChartsChartplatzierungen | Höchstplatzierung | Wochen |
| ------------------------ | ----------------- | ------ |
| Deutschland (GfK)        | 1 (44 Wo.)        | 44     |
| Österreich (Ö3)          | 2 (38 Wo.)        | 38     |
| Schweiz (IFPI)           | 2 (37 Wo.)        | 37     |

| ChartsChartplatzierungen | Höchstplatzierung | Wochen |
| ------------------------ | ----------------- | ------ |
| Deutschland (GfK)        | 43 (10 Wo.)       | 10     |
| Schweiz (IFPI)           | 80 (1 Wo.)        | 1      |

| ChartsJahrescharts (2019) | Platzierung |
| ------------------------- | ----------- |
| Deutschland (GfK)         | 14          |
| Österreich (Ö3)           | 15          |
| Schweiz (IFPI)            | 36          |

| ChartsJahrescharts (2020) | Platzierung |
| ------------------------- | ----------- |
| Deutschland (GfK)         | 27          |
| Österreich (Ö3)           | 48          |
| Schweiz (IFPI)            | 59          |

### Auszeichnungen für Musikverkäufe
Im März 2023 wurde 110 in Deutschland mit einer doppelten Platin-Schallplatte für über 800.000 verkaufte Einheiten ausgezeichnet. Im Januar 2021 erhielt es in Österreich die Auszeichnung mit einer Goldenen Schallplatte für mehr als 15.000 Verkäufe.
| Land/Region        | Auszeichnungen für Musikverkäufe (Land/Region, Auszeichnung, Verkäufe) | Verkäufe |
| ------------------ | ---------------------------------------------------------------------- | -------- |
| Deutschland (BVMI) | 2× Platin                                                              | 800.000  |
| Österreich (IFPI)  | Gold                                                                   | 15.000   |
| Insgesamt          | 1× Gold · 2× Platin ·                                                  | 815.000  |

110 (Prolog)

| Land/Region        | Auszeichnungen für Musikverkäufe (Land/Region, Auszeichnung, Verkäufe) | Verkäufe |
| ------------------ | ---------------------------------------------------------------------- | -------- |
| Deutschland (BVMI) | Gold                                                                   | 200.000  |
| Insgesamt          | 1× Gold ·                                                              | 200.000  |

## Coverversionen
- 2020: Der deutsche Popsänger Nico Santos coverte das Stück während der siebten Staffel der VOX-Show Sing meinen Song – Das Tauschkonzert. Die Coverversion erschien auf der „Deluxe Edition“ des TV-Samplers am 22. Mai 2020.[23]